# Vesperella
Vesperella é um gênero de coleópteros da tribo Vesperellini (Cerambycinae), na qual compreende apenas duas espécies, distribuídas por Marrocos e Argélia.

## Sistemática
- Ordem Coleoptera
  - Subordem Polyphaga
    - Infraordem Cucujiformia
      - Superfamília Chrysomeloidea
        - Família Cerambycidae
          - Subfamília cerambycinae
            - Tribo Vesperellini
              - Gênero Vesperella
                - Vesperella maroccana (Sama, 2008)
                - Vesperella pallida (Dayrem, 1933)